# 주안 페드룰라
조안 페드롤라(Joan Pedrola)는 스페인의 남자 모델이다.